# Miloš Papírník
Miloš Papírník (26. května 1924 Brno – 25. prosince 2012 Brno) byl český knihovník, autor bibliografií, soupisů bibliografií a literatury, dlouholetý ředitel Moravské zemské knihovny.

## Život
Po maturitě na reálném gymnáziu krátce působil v tehdejší Univerzitní knihovně v Brně (nyní Moravská zemská knihovna v Brně). V roce 1943 byl totálně nasazen jako dělník do zbrojního průmyslu v Adamově, do továren v Líšni a ve Křtinách. V letech1945–1949 studoval na Filozofické fakultě Masarykovy univerzity v Brně obor sociologie, v roce 1948 složil státní knihovnickou zkoušku, v roce 1950 získal titul PhDr. za práci Čtenářský profil Brna.
Po osvobození v roce 1945 se do Univerzitní knihovny vrátil a prošel postupně všemi pracovními úseky, v roce 1953 byl jmenován ředitelem této knihovny. V roce 1958 došlo sloučení Univerzitní, Technické a Pedagogické knihovny a vznikla Státní vědecká knihovna, kterou poté vedl. Po invazi vojsk Varšavské smlouvy do Československa v roce 1968 byl z politických důvodů v roce 1970 ze své funkce odvolán, pracoval v pobočce Technického ústředí knihoven ve Slavkově u Brna. Po odchodu do důchodu a současně po změně politické situace se znovu zapojil do práce ve Státní vědecké knihovně v Brně, kde se podílel zejména na zpracování významných bibliografií. Učil na Střední knihovnické škole v Brně a přednášel v knihovnických kurzech. Spolupodílel se na ustavení Svazu knihovníků a informačních pracovníků České republiky roce 1968 i na jeho znovuobnovení v roce 1990. Zemřel 25. prosince 2012 v Brně.

## Dílo
Odborně se podílel na přípravě knihovnického zákona v 50. letech, jako ředitel knihovny se snažil uplatnit potřeby knihovny, usiloval o výstavbu účelové budovy a získání odlehčovacího depozitáře. Během svého působení v knihovně zasáhl do mnoha oblastí, vytvořil seznam zahraničních periodik, soupisy bibliografií a literatur, sestavil pomůcky potřebné pro činnost knihoven, zpracoval řadu informačních příruček. Díky svému jazykovému vybavení překládal knihovnické učebnice z němčiny a z ruštiny. Navázal spolupráci s knihovnami v Německu, Rakousku a na Slovensku, v německém odborném tisku uveřejnil řadu statí. Je spoluautorem Rusko-českého a česko-ruského knihovnického slovníčku (1956), Německo-českého a česko-německého slovníku odborných výrazů z knihovnictví a informatiky (1996). Vytvořil soupis Knižní dílo Otokara Březiny (1969), je spoluautorem soupisu Knižní dílo Jiřího Mahena (1959). Zapojil se do projektu retrospektivních regionálních bibliografií Moravské vlastivědné společnosti a sestavil Bibliografii okresu Znojmo (1992), Bibliografie okresu Břeclav (2002)

## Ocenění
- Cena českých knihovníků (2001)[16]
- Medaile Z. V. Tobolky (2001)
- Čestné uznání Ministerstva školství (1958)